# Frano Ilia
Frano Ilia właśc. Franush Ilia (ur. 21 lutego 1918 we wsi Juban k. Szkodry, zm. 22 października 1997 w Szkodrze) – albański arcybiskup katolicki, więzień sumienia.

## Życiorys
Syn Rroka Hila Ilii i Shore. Ukończył szkołę w rodzinnej miejscowości, a następnie w 1932 przeniósł się wraz z rodzicami do Szkodry, gdzie podjął naukę w seminarium prowadzonym przez lazarystów. W tym czasie wydawał wspólnie z innymi seminarzystami pismo Aurora Consurgens. W roku 1938 wyjechał na studia teologiczne w seminarium lazarystów w Genui.
18 grudnia 1943 r. w kościele seminaryjnym w Szkodrze został wyświęcony na księdza. Pracował początkowo w parafii w Tiranie, a następnie w Delbnishcie k. Milotu. W październiku 1944, w czasie walk o Tiranę został mianowany zastępcą proboszcza parafii stołecznej. W maju 1945 oprócz wykonywania obowiązków w parafii uczył dzieci w szkołach w Tiranie. 6 kwietnia 1956 został proboszczem w parafii Milot. W latach 60. tłumaczył na język albański Illyricum Sacrum - dzieło Daniele Farlatiego.
Po ogłoszeniu Albanii państwem ateistycznym został aresztowany 23 września 1967. 25 kwietnia 1968 skazany na karę śmierci za zdradę ojczyzny i szpiegostwo na rzecz Watykanu. Karę zamieniono ostatecznie na 25 lat więzienia. Frano Ilia spędził w więzieniu 20 lat, wychodząc na wolność 12 kwietnia 1988. 11 listopada 1990 odprawił w Jubanie jedną z pierwszych Mszy św. po okresie przymusowej ateizacji. W 1992 został mianowany ordynariuszem archidiecezji szkoderskiej, a także administratorem apostolskim diecezji Sapa, Lezhy i Mirdity. Był jednym z czterech duchownych wyświęconych na biskupa w czasie wizyty Jana Pawła II w Albanii (25 kwietnia 1993). W 1993 ukazało się w Milocie opracowane przez Ilię wydanie kodeksu albańskiego prawa zwyczajowego zwanego Kanunem Skanderbega (Kanuni i Skënderbeut).
W październiku 1997 został uhonorowany pośmiertnie tytułem honorowego obywatela Szkodry, jego imię nadano też jednej ze szkół.

## Zob. także
- Arcybiskupi Szkodry-Pultu